# 南古谷站
南古谷站（日语：／ Minami-furuya eki */?）是一個位於埼玉縣川越市大字並木，屬於東日本旅客鐵道（JR東日本）川越線的鐵路車站。

## 車站構造

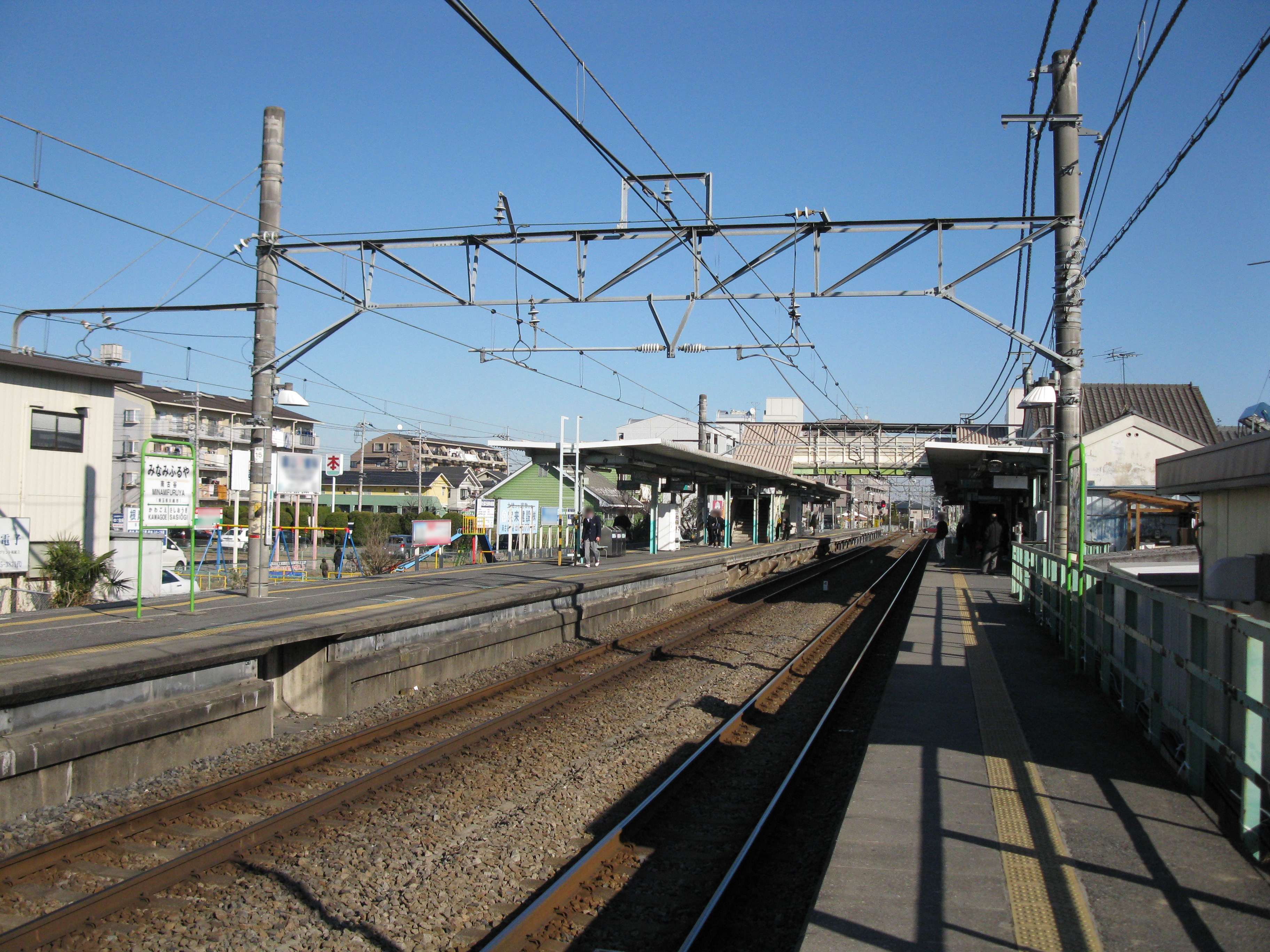
車站月台，1號月台位於圖最右邊

本站是地面車站，1號月台是側式月台，2、3號月台則是島式月台。
車站東側是川越線車廠——川越車輛中心。每日早上有三班自本站出發直通八高線往八王子的列車，其餘時間列車不會停靠本站，而直接回送至起點站川越。另外，直通埼京線的列車則通常會以川越或指扇為起點站。經過居民爭取後，JR東日本才於2009年3月訂正時間表增加一班自本站出發（往新宿）的列車。當地居民更為首班列車舉行簡單的慶祝儀式。

### 月台配置
| 月台 | 路線          | 目的地                             | 備註                |
| ---- | ------------- | ---------------------------------- | ------------------- |
| 1    | ■川越線       | 川越、高麗川方向                   |                     |
| 2、3 | ■川越、埼京線 | 大宮、池袋、新宿、大崎、臨海線方向 | 3號月台只限部分列車 |

（來源：JR東日本:車站構內圖 （页面存档备份，存于））

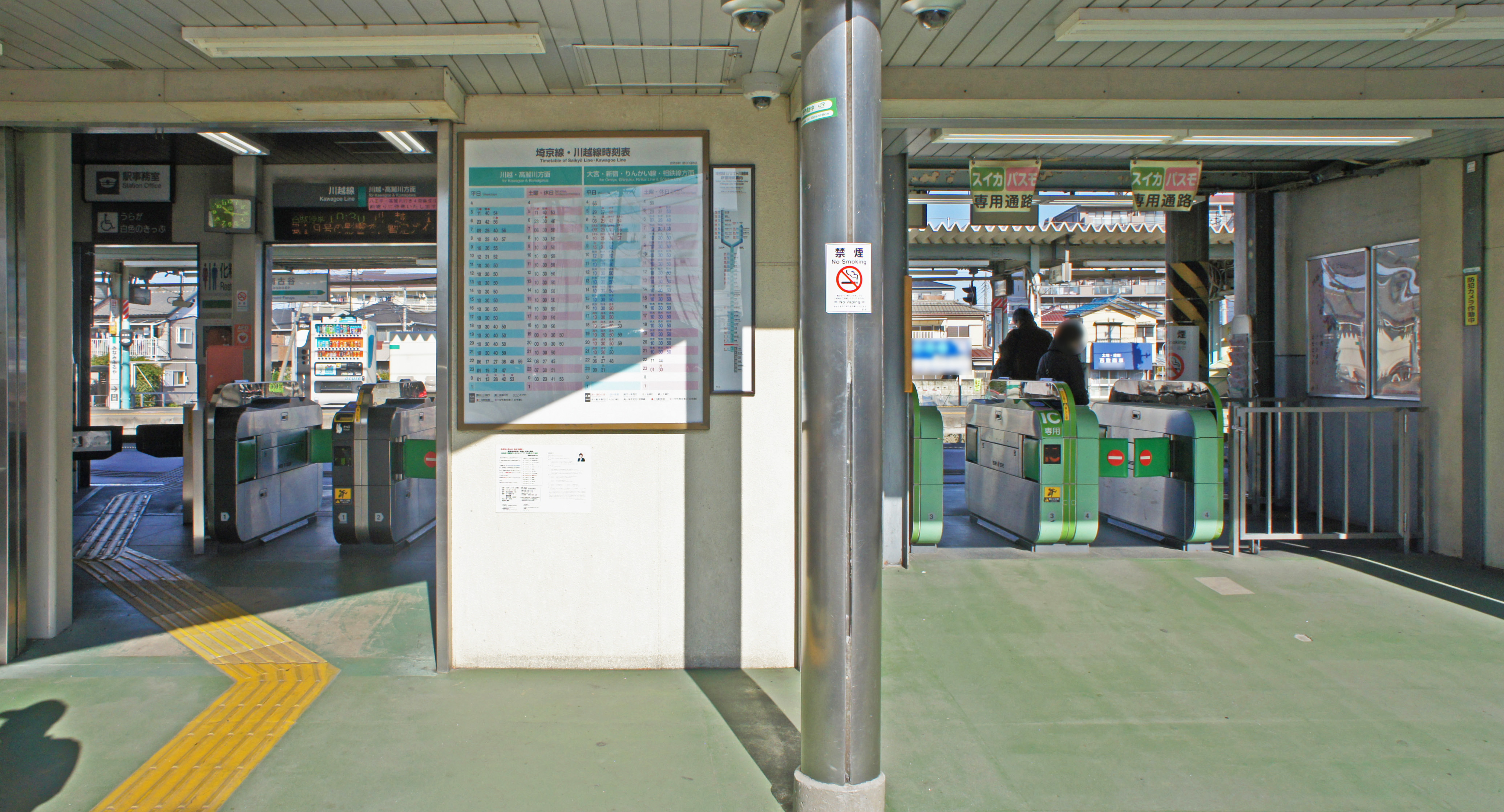
閘口（2019年11月）
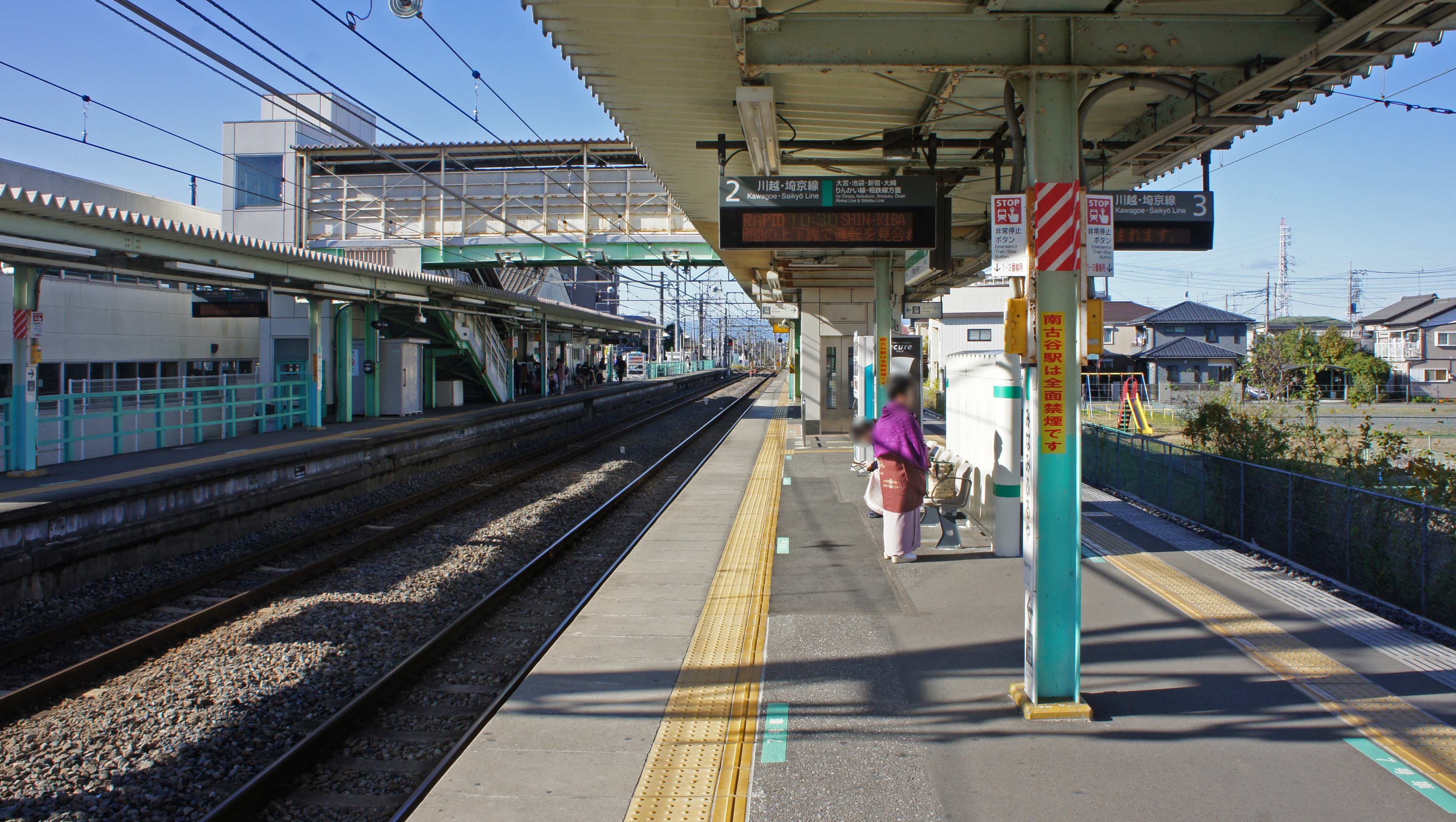
月台（2019年11月）

## 使用情況
2019年（令和元年）度1日平均上車人次為8,474人。
根據JR東日本與埼玉縣統計年鑑，近年的1日平均上車人次推移如下表。
| 年度               | 1日平均 上車人次 | 來源     |
| ------------------ | ---------------- | -------- |
| 1990年（平成02年） | 5,649            |          |
| 1991年（平成03年） | 6,174            |          |
| 1992年（平成04年） | 6,464            |          |
| 1993年（平成05年） | 6,585            |          |
| 1994年（平成06年） | 6,456            |          |
| 1995年（平成07年） | 6,625            |          |
| 1996年（平成08年） | 6,826            |          |
| 1997年（平成09年） | 6,730            |          |
| 1998年（平成10年） | 6,684            |          |
| 1999年（平成11年） | 6,584            | [ * 1 ]  |
| 2000年（平成12年） | 6,538            | [ * 2 ]  |
| 2001年（平成13年） | 6,625            | [ * 3 ]  |
| 2002年（平成14年） | 6,784            | [ * 4 ]  |
| 2003年（平成15年） | 7,000            | [ * 5 ]  |
| 2004年（平成16年） | 7,095            | [ * 6 ]  |
| 2005年（平成17年） | 7,437            | [ * 7 ]  |
| 2006年（平成18年） | 7,539            | [ * 8 ]  |
| 2007年（平成19年） | 7,730            | [ * 9 ]  |
| 2008年（平成20年） | 7,837            | [ * 10 ] |
| 2009年（平成21年） | 7,877            | [ * 11 ] |
| 2010年（平成22年） | 7,837            | [ * 12 ] |
| 2011年（平成23年） | 7,879            | [ * 13 ] |
| 2012年（平成24年） | 7,908            | [ * 14 ] |
| 2013年（平成25年） | 8,091            | [ * 15 ] |
| 2014年（平成26年） | 7,991            | [ * 16 ] |
| 2015年（平成27年） | 8,163            | [ * 17 ] |
| 2016年（平成28年） | 8,266            | [ * 18 ] |
| 2017年（平成29年） | 8,370            | [ * 19 ] |
| 2018年（平成30年） | 8,377            | [ * 20 ] |
| 2019年（令和元年） | 8,474            |          |

## 历史
- 1940年（昭和15年）7月22日－本站開業。
- 1985年（昭和60年）9月30日－川越線完成電氣化，川越至大宮段開始與埼京線相互直通運行。
- 1987年（昭和62年）4月1日－國鐵分割民營化，本站由JR東日本接手管理。
- 2001年（平成13年）11月18日－智能卡系統Suica正式投入服務。
- 2008年（平成19年）1月19日－開始試用對號座位專用售票機。
- 2008年（平成20年）3月1日－本站的綠色窗口停業。
- 2009年（平成21年）3月1日－首設則本站開出往大宮方向的列車班次，3號月台正式啟用。

## 相鄰車站
東日本旅客鐵道
■川越線
■通勤快速、■快速、■各站停車（全部列車於川越線內均為各站停車）
指扇－南古谷－川越

### 使用情況
1. ↑  埼玉県統計年鑑 （页面存档备份，存于） - 埼玉県
2. ↑  統計かわごえ （页面存档备份，存于） - 川越市

JR東日本2000年度以後上車人次
1. ↑  各駅の乗車人員（2000年度） （页面存档备份，存于） - JR東日本
2. ↑  各駅の乗車人員（2001年度） （页面存档备份，存于） - JR東日本
3. ↑  各駅の乗車人員（2002年度） （页面存档备份，存于） - JR東日本
4. ↑  各駅の乗車人員（2003年度） （页面存档备份，存于） - JR東日本
5. ↑  各駅の乗車人員（2004年度） （页面存档备份，存于） - JR東日本
6. ↑  各駅の乗車人員（2005年度） （页面存档备份，存于） - JR東日本
7. ↑  各駅の乗車人員（2006年度） （页面存档备份，存于） - JR東日本
8. ↑  各駅の乗車人員（2007年度） （页面存档备份，存于） - JR東日本
9. ↑  各駅の乗車人員（2008年度） （页面存档备份，存于） - JR東日本
10. ↑  各駅の乗車人員（2009年度） （页面存档备份，存于） - JR東日本
11. ↑  各駅の乗車人員（2010年度） （页面存档备份，存于） - JR東日本
12. ↑  各駅の乗車人員（2011年度） （页面存档备份，存于） - JR東日本
13. ↑  各駅の乗車人員（2012年度） （页面存档备份，存于） - JR東日本
14. ↑  各駅の乗車人員（2013年度） （页面存档备份，存于） - JR東日本
15. ↑  各駅の乗車人員（2014年度） （页面存档备份，存于） - JR東日本
16. ↑  各駅の乗車人員（2015年度） （页面存档备份，存于） - JR東日本
17. ↑  各駅の乗車人員（2016年度） （页面存档备份，存于） - JR東日本
18. ↑  各駅の乗車人員（2017年度） （页面存档备份，存于） - JR東日本
19. ↑  各駅の乗車人員（2018年度） （页面存档备份，存于） - JR東日本
20. ↑  各駅の乗車人員（2019年度） （页面存档备份，存于） - JR東日本

埼玉縣統計年鑑
1. ↑  .   [2020-07-27]. （原始内容存档于2020-02-02）.
2. ↑  .   [2020-07-27]. （原始内容存档于2020-02-02）.
3. ↑  .   [2020-07-27]. （原始内容存档于2020-02-02）.
4. ↑  .   [2020-07-27]. （原始内容存档于2020-02-02）.
5. ↑  .   [2020-07-27]. （原始内容存档于2020-02-02）.
6. ↑  .   [2020-07-27]. （原始内容存档于2020-02-02）.
7. ↑  .   [2020-07-27]. （原始内容存档于2020-02-02）.
8. ↑  .   [2020-07-27]. （原始内容存档于2020-02-02）.
9. ↑  .   [2020-07-27]. （原始内容存档于2020-02-02）.
10. ↑  .   [2020-07-27]. （原始内容存档于2020-02-02）.
11. ↑  .   [2020-07-27]. （原始内容存档于2020-02-02）.
12. ↑  .   [2020-07-27]. （原始内容存档于2020-02-02）.
13. ↑  .   [2020-07-27]. （原始内容存档于2020-02-02）.
14. ↑  .   [2020-07-27]. （原始内容存档于2020-02-02）.
15. ↑  .   [2020-07-27]. （原始内容存档于2020-02-02）.
16. ↑  .   [2020-07-27]. （原始内容存档于2020-02-02）.
17. ↑  .   [2020-07-27]. （原始内容存档于2020-02-02）.
18. ↑  .   [2020-07-27]. （原始内容存档于2020-02-02）.
19. ↑  .   [2020-07-27]. （原始内容存档于2020-02-02）.
20. ↑  .   [2020-07-27]. （原始内容存档于2020-03-18）.

## 外部連結
- 車站資訊（南古谷）：東日本旅客鐵道

35°54′11.6352″N 139°31′9.8832″E / 35.903232000°N 139.519412000°E